# پوشش رانی
غلاف رانی ورقه نیامی مخصوصی که رگ‌های رانی را پوشانیده است پوشش رانی (انگلیسی: Femoral sheath) نام دارد.
پوشش رانی به شکل قیفی کوچک است که سر پهن آن به سوی بالا و سر باریکش به پایین نشانه رفته و در حدود ۴ سانتی‌متر در زیر رباط کشاله ران به آن می‌پیوندد.

## نگارخانه

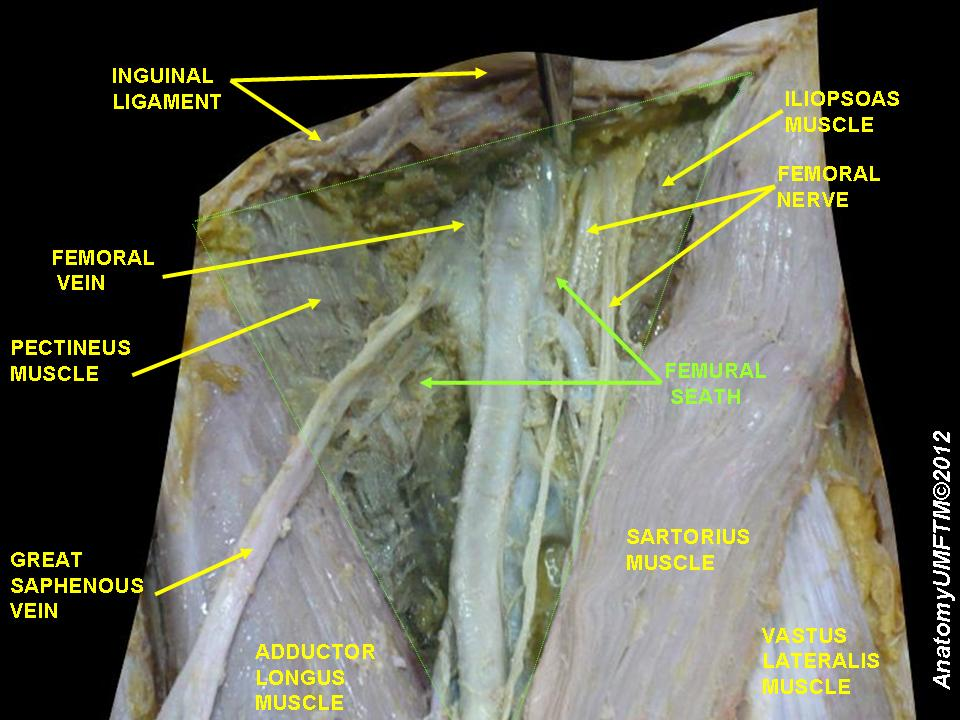